# Jillian Richardson
Jillian Richardson-Briscoe (née le 10 mars 1965) est une athlète canadienne spécialiste du 400 mètres.

## Biographie
Aux Jeux olympiques de 1984, Jillian Richardson remporte l'argent sur 4 × 400 mètres au sein du relais canadien, composé également de Charmaine Crooks, Molly Killingbeck et Marita Payne.

### Palmarès
| Date | Compétition                    | Lieu         | Résultat | Épreuve   | Performance   |
| ---- | ------------------------------ | ------------ | -------- | --------- | ------------- |
| 1982 | Jeux du Commonwealth           | Brisbane     | 1re      | 4 × 400 m | 3 min 27 s 70 |
| 1983 | Championnats du monde          | Helsinki     | 4e       | 4 × 400 m | 3 min 27 s 41 |
| 1984 | Jeux olympiques                | Los Angeles  | 2e       | 4 × 400 m | 3 min 21 s 21 |
| 1986 | Jeux du Commonwealth           | Édimbourg    | 2e       | 400 m     | 51 s 62       |
| 1986 | Jeux du Commonwealth           | Édimbourg    | 1re      | 4 × 400 m | 3 min 28 s 92 |
| 1987 | Jeux panaméricains             | Indianapolis | 2e       | 400 m     | 50 s 35       |
| 1987 | Jeux panaméricains             | Indianapolis | 2e       | 4 × 400 m | 3 min 29 s 18 |
| 1987 | Championnats du monde          | Rome         | 6e       | 400 m     | 51 s 03       |
| 1987 | Championnats du monde          | Rome         | 4e       | 4 × 400 m | 3 min 24 s 00 |
| 1989 | Championnats du monde en salle | Budapest     | 3e       | 400 m     | 52 s 02       |
| 1992 | Jeux olympiques                | Barcelone    | 5e       | 400 m     | 49 s 93       |
| 1992 | Jeux olympiques                | Barcelone    | 4e       | 4 × 400 m | 3 min 25 s 60 |

### Records
| Épreuve    | Épreuve      | Performance | Lieu       | Date              |
| ---------- | ------------ | ----------- | ---------- | ----------------- |
| 400 mètres | En plein air | 49 s 91     | Séoul      | 25 septembre 1988 |
| 400 mètres | En salle     | 51 s 69     | Birmingham | 22 février 1992   |